# إطلاق نار في معبد للسيخ في ويسكنسن 2012
إطلاق نار أوك كريك 2012 يدل على عملية إطلاق نار جماعي وقعت في معبد للسيخ في أوك كريك، ويسكنسن في 5 أغسطس 2012. فتح مسلح وحيد النار وقتل ستة أشخاص وجرح أربعة آخرين. وأطلق النار على ضابط شرطة استجاب لمكالمة استغاثة وأصابه بجروح خطيرة وأطلق شرطي آخر النار عليه وقتله. تم التعرف على المسلح وهو وايد مايكل بايدج وهو جندي سابق سُرح من الجيش الأمريكي في 1998 وموسيقي في صنف القوة البيضاء.

## الحادثة
بعد مكالمات استغاثة حوالي 10:25 صباحا استجابت الشرطة لحادثة في معبد السيخ لويسكنسون يقع في أوك كريك، ويسكنسون. عقب وصولهم، تبادلوا إطلاق النار وقتلوا مسلحا وحيدا أطلق النار على عدة أفراد في المعبد. كان بحوزة الرجل المسلح مسدس نصف أوتوماتيكي من عيار 9 ميليمترات اشتراه بصفة قانونية. قُتل أربعة أشخاص داخل المعبد وثلاثة آخرين من بينهم مطلق النار خارجه. خمسة من القتلى الستة الذين قتلهم المسلح هم رجال وأحدهم كانت امرأة. كان عمرهم بين 39 و84. نُقل ثلاثة رجال من بينهم الملازم براين ميرفي وهو أحد الضباط المشتبكين مع مطلق النار لمستشفى فرايدرت. تم الترف على المسلح وهو وايد مايكل بايدج.
كان المعبد يُعدّ لوليمة كانت مبرمجة لاحقا في ذلك اليوم. قال شهود عيان أن نساء وأطفالا كانوا في المعبد ليعدّوا الوليمة. وكان من المبرمج للدروس أن تبدأ مع 11:30 صباحا وأفاد مسؤولو المعبد أنهم رأوا أفرادا مثيرين للشك وتلقوا مكالمات مريبة في الأيام السابقة للحادثة.
تفقدت مجموعة عمل الإرهاب المشتركة الموقع وتعاملت الشرطة مع الحادثة بأنها عمل إرهابي محلي. أعطت شرطة أوك كريك مسؤولية التحقيق لمكتب التحقيقات الفيدرالي. أجلت الشرطة ومسؤولون اتحاديون جيران المتهم المقتول، في منطقة كوداهي القريبة لينفذوا مذكرة تفتيش اتحادية وأجروا تحقيقات حول صلات محتملة مع مجموعة بيضاء عنصرية. وقال مكتب التحقيقات الفيدرالي بأنه لم يكن هناك أي سبب للاعتقاد بأن أي أحد آخر متورط في الهجوم ولم يوجد أي تهديد سابق ضد المعبد.

## الضحايا
شمل الضحايا الذين قُتلوا خمسة رجال وامرأة واحدة هي بارامجيت كاور.
| الاسم                                    | العمر |
| ---------------------------------------- | ----- |
| سيتا سينغ Sita Singh                     | 41    |
| رنجيت سينغ Ranjit Singh                  | 49    |
| ساتوانت سينغ كاليكا Satwant Singh Kaleka | 65    |
| براكاش سينغ Prakash Singh                | 39    |
| سوفيغ سينغ Suveg Singh                   | 84    |
| بارامجيت كاور Paramjit Kaur              | 41    |

## منفذ الهجوم
مطلق النار هو وايد مايكل بايدج (11 نوفمبر 1971 - 5 أغسطس 2012) من كوداهي، ويسكنسن لكنه أصيل كولورادو. كان فردا في القوات البرية للولايات المتحدة من أبريل 1992 لغاية أكتوبر 1998. كان بايدج في البداية رجل تصليحات لصالح منظومة هوك الصاروخية قبل أن يغير الوظيفة ليصبح أحد مختصي الحرب النفسية داخل الجيش تابعا لكتيبة في منشأة فورت براغ في كارولاينا الشمالية وخُفضت رتبته وحصل على تسريح من الجيش بسبب «أنماط من سوء السلوك» من بينها أنه كان في حالة سكر وهو تحت أداء الواجب والتهرب من الخدمة.
لدى بايج صلات مع مجموعات الاستعلاء البيض والنازيين الجدد وأغادت تقارير بأنه عضو في هجموعة هامرسكنز. انتمى لموسيقى القوة البيضاء سنة 2000 حيث انتمى في عدة فرق روك للنازيين الجدد. أسس فرقة موسيقية تدعى «أند أبثي» (= أنه التعاطف) في 2005 والتي صُنفت بأنها فرقة عنصرية من القوة البيضاء. وتم اقتراحها لتظهر في عديد تجمعات الاستعلائيين البيض.

## ردود الفعل
- الولايات المتحدة:
  - أصدر الرئيس الأمريكي باراك أوباما بيانا قدم فيه تعازيه وأكد مجددا على أن السيخ «جزء من عائلتنا الأمريكية الأوسع.»[2] وأمر بتنكيس الأعلام في المباني الحكومية لغاية 10 أغسطس لتكريم الضحايا.
  - أصدر حاكم ولاية ويسكنسن سكوت ووكر ومسؤولين آخرين بيانات مواساة مع ضحايا إطلاق النار وعائلاتهم.
  - كرمت سفيرة الولايات المتحدة في الهند نانسي باول ضحايا الهجوم في أحد معابد السيخ في نيودلهي.
- الهند: قال رئيس الوزراء الهندي مانموهان سينغ، الذي هو من السيخ، أنه «صُدم وتملكه الحزن» نتيجة الهجمات، وأضاف: «أن يستهدف عمل العنف هذا الذي لا معنى له مكانا للعبادة الدينية لأمر مؤلم للغاية. ... تؤكد الهند تضامنها مع جميع الأمريكيين المحبين للسلام الذين أدانوا هذا العنف.»

قال متساكنون سيخ محليون أن الحادثة صدمت مجتمعهم المحلي. وقال أحد أعضاء المعبد: «سيتطلب وقت طويل للشفاء. لقد اُوذينا بطريقة سيئة للغاية.»
نظم السيخ في الهند مظاهرات احتجاج على الهجوم ونظم أكبر حزب سيخ هندي الذي يحكم ولاية البنجاب، شيروماني أكيلي دال، مظاهرات في منطقة السفارات في نيودلهي للاحتجاج؛ ووصف سوكبير سينغ بادال الحادثة بأنها «مؤلمة للغاية وصادمة ومدانة كثيرا».

## وصلات خارجية
- الموقع الرسمي لمعبد السيخ لويسكنسن